# Bučje (okręg zlatiborski)
Bučje (cyr. Бучје) – wieś w Serbii, w okręgu zlatiborskim, w gminie Priboj. W 2011 roku liczyła 122 mieszkańców.